# Flughafen Tagbilaran

i8
i11
i13
Der Flughafen Tagbilaran, auf Filipino Paliparan ng Tagbilaran, auf Cebuano Tugpahanan sa Tagbilaran, war bis November 2018 der einzige Flughafen auf der Insel Bohol und liegt innerhalb des Stadtgebietes von Tagbilaran.

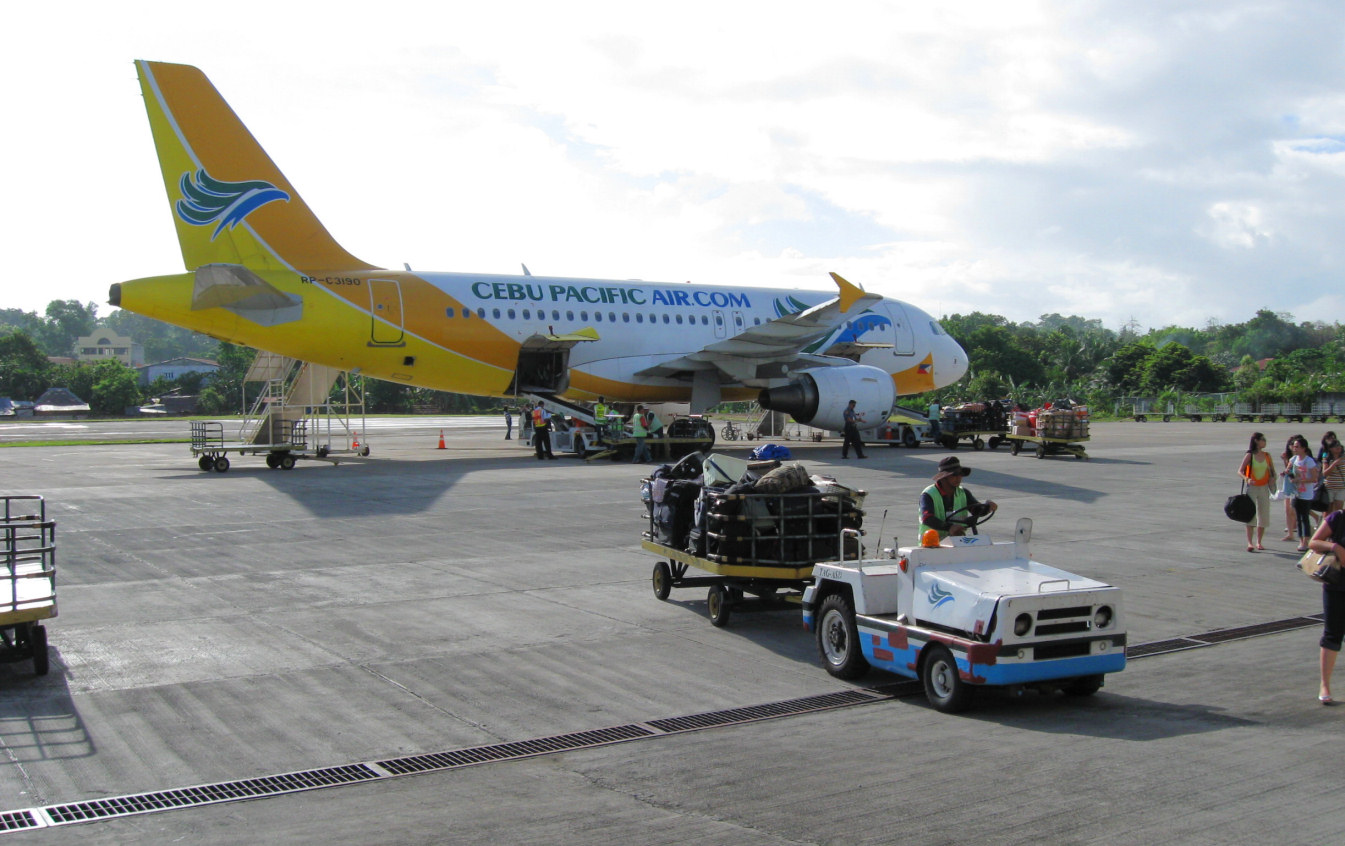
Beladung eines Flugzeuges am Flughafen Tagbilaran

Da der Flughafen Tagbilaran an seine Kapazitätsgrenze gelangte und zudem nur über eine relativ kurze Start- und Landebahn verfügt, die nicht von großen Flugzeugen genutzt werden kann, aufgrund der innerstädtischen Lage aber ein weiterer Ausbau nicht möglich war, gab es seit Anfang der 2000er Jahre Pläne für den Neubau eines Flughafens auf der Insel Panglao, etwa 20 Kilometer vom bisherigen Flughafen entfernt. Ursprünglichen Plänen zufolge sollte dieser neue Flughafen bereits 2010 den Betrieb aufnehmen, es kam aber mehrfach zu Verzögerungen. Am 27. November 2018 schließlich wurde der Bohol-Panglao International Airport durch Präsident Rodrigo Duterte offiziell eröffnet. 12 Stunden zuvor hatte der alte Flughafen in Tagbilaran seinen Betrieb eingestellt.